# Moot

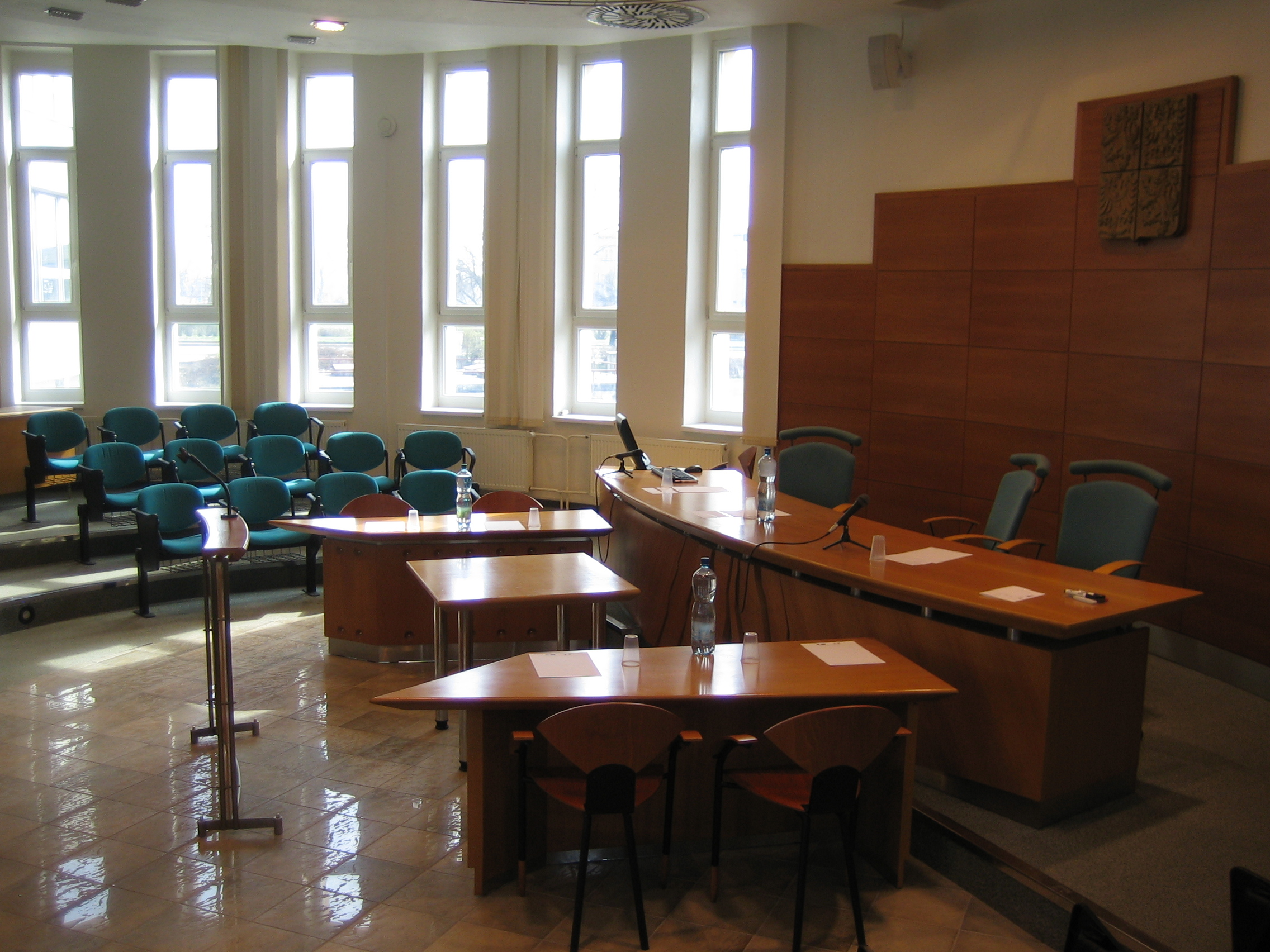
Phòng thi moot của một trường luật

Moot, hay moot court, là một hoạt động ngoại khóa tại nhiều trường đào tạo luật trên thế giới. Các thí sinh sẽ tham gia vào một quá trình tố tụng giả định của tòa hay của trọng tài, thường liên quan đến việc viết bản biện hộ (tiếng Anh: memorial hay memorandum) và tham gia tranh tụng.
Moot thường liên quan đến một phiên tòa phúc thẩm (bào chữa phúc thẩm) hay vụ việc trọng tài mô phỏng, khác với một phiên tòa giả định (thường liên quan tới phiên xét xử bởi bồi thẩm đoàn hay phiên xét xử bởi thẩm phán mô phỏng). Moot không bao gồm đối chứng thực tế với nhân chứng, thẩm vấn chéo, hay đưa ra bằng chứng, chỉ tập trung vào việc áp dụng luật giải quyết những chứng cứ, sự kiện giả định, và các giải thích/sửa đổi đã được cung cấp cho các thí sinh. Dù vốn không phải moot theo cách hiểu truyền thống, các cuộc thi liên quan đến những phương thức giải quyết tranh chấp thay thế tập trung vào hòa giải và thương lượng gần đây cũng được ban tổ chức gọi là moot.
Moot là một trong những hoạt động ngoại khóa quan trọng tại nhiều trường luật (bên cạnh tập san luật học và công việc tư vấn pháp lý). Tùy thuộc vào cuộc thi, sinh viên có thể dành cả một học kỳ nghiên cứu và viết bản biện hộ, và cả học kỳ tiếp theo để luyện tập tranh tụng, hoặc có thể chuẩn bị cả hai chỉ trong vài tuần. Trong khi các cuộc thi moot trong nước có xu hướng tập trung vào lĩnh vực pháp luật nội địa như luật hình sự hay luật hợp đồng, các cuộc thi moot khu vực và quốc tế có xu hướng tập trung vào các chủ đề như công pháp quốc tế, luật nhân quyền quốc tế, luật nhân đạo quốc tế, luật hình sự quốc tế, luật thương mại quốc tế, luật hàng hải quốc tế, trọng tài thương mại quốc tế, và trọng tài về đầu tư trực tiếp nước ngoài. Các vấn đề tố tụng liên quan tới thẩm quyền xét xử, locus standi, và lựa chọn luật để áp dụng đôi khi cũng được đưa ra, đặc biệt trong các cuộc thi moot về trọng tài.
Trong đa số các trận thi moot, mỗi bên được đại diện bởi hai người thực hiện tranh tụng (dù số thành viên một đội có thể lớn hơn) và một thành viên thứ ba, đôi khi được gọi là trợ lý, có thể ngồi cùng thành viên tranh tụng. Thời gian mỗi thành viên tranh tụng trình bày thường kéo dài từ 10 đến 25 phút, đề cập từ một đến ba vấn đề chính. Khi các bên đã đưa ra các điểm lập luận chính của mình, sẽ thường có một vòng phản biện ngắn và thậm chí là phản biện lần hai. Tùy vào quy định của cuộc thi moot mà có thể có một hoặc hai vòng phản biện và phản biện thêm, và trao đổi giữa các thành viên có thể bị cấm hoặc không. Trong lúc đội thi trình bày các lập luận chính, giám khảo (thẩm phán hoặc trọng tài viên) có thể đặt câu hỏi, dù trong một số cuộc thi, câu hỏi được đặt sau khi phần trình bày kết thúc. Ở các cuộc thi lớn hơn, số vòng các đội phải tham gia có thể lên đến 10, vòng loại diễn ra sau một số vòng sơ loại để quyết định hạt giống. Các đội gần như luôn luôn phải đổi vai (đại diện cho nguyên đơn và đại diện cho bị đơn) trong suốt cuộc thi, và tùy theo quy cách tổ chức, một vụ việc tranh chấp thường được sử dụng từ đầu tới cuối cuộc thi. Điểm chấm bản bào chữa, đối với đa số cuộc thi, cũng được cân nhắc để quyết định các đội đạt tiêu chuẩn tham gia và đội hạt giống, thậm chí đôi lúc giúp đội tiến thẳng tới vòng nốc ao.

## Các cuộc thi moot quốc tế
Các cuộc thi moot quốc tế thường hướng đến các sinh viên và chỉ cho phép các thí sinh chưa đủ điều kiện hành nghề luật ở bất kỳ chủ quyền tài phán nào được tham gia. Tuy nhiên, có một số cuộc thi moot quốc tế nhắm đến các luật sư trẻ, như ECC-SAL Moot; đây là một cuộc thi moot khu vực bắt đầu từ năm 2012 và được đồng tổ chức bởi Essex Court Chambers và Viện pháp luật Singapore.
Bảng dưới đây liệt kê một số cuộc thi moot quốc tế uy tín cho sinh viên, bảng thứ hai sau đó liệt kê các nhà vô địch và quán quân các cuộc thi chính yếu hoặc quy mô lớn, bảng cuối liệt kê các nhà vô địch và quán quân các cuộc thi nhỏ hơn và các cuộc thi khu vực. Các moot chính yếu hoặc quy mô lớn đề cập tới các cuộc thi nổi bật nhất hay thu hút số lượng các đội lớn nhất; các moot mang tầm cỡ "quốc tế" nằm ở khoảng giữa các cuộc thi chính yếu/quy mô lớn và các cuộc thi nhỏ/khu vực, xét về quy mô và sự uy tín. Một vài quốc gia cũng phân loại các cuộc thi moot vào nhiều thứ hạng uy tín khác nhau với mục đích tính điểm trong các bảng xếp hạng, với các cuộc thi như Jessup và Vis được xếp vào hạng cao nhất.

### Danh sách các cuộc thi uy tín
| Cuộc thi                                               | Năm thành lập                           | Phân loại            | Chủ đề chính                              | Số đội tham gia (năm) | Vòng chung khảo quốc tế tổ chức tại | Các vòng quốc gia hoặc khu vực   | Vô địch (quốc tế) nhiều nhất                                                |
| Philip C Jessup                                        | 1960 (1968 tổ chức vòng quốc tế)        | Chính yếu/quy mô lớn | Công pháp quốc tế                         | 645 đội (2017)        | Washington D.C.                     | Có                               | Đại học Sydney (5)                                                          |
| Willem C Vis                                           | 1993                                    | Chính yếu/quy mô lớn | Trọng tài thương mại quốc tế              | 379 đội (2019)        | Viên                                | Không                            | Đại học Ottawa (3)                                                          |
| Willem C Vis (East)                                    | 2003                                    | Chính yếu/quy mô lớn | Trọng tài thương mại quốc tế              | 128 đội (2017)        | Hồng Kông                           | Không                            | * Trường luật Loyola (2) * Đại học Khoa học Pháp lý Quốc gia Tây Bengal (2) |
| Price Media Law                                        | 2007                                    | Chính yếu/quy mô lớn | Luật truyền thông quốc tế                 | 140 đội (2012)        | Oxford                              | Có                               | Đại học Quản trị Singapore (3)                                              |
| International Criminal Court                           | 2005 (2007 tổ chức vòng quốc tế)        | Chính yếu/quy mô lớn | Luật hình sự quốc tế                      | 112 đội (2016)        | Den Haag                            | Có                               | Đại học Quản trị Singapore (3)                                              |
| Frankfurt Investment Arbitration                       | 2007                                    | Chính yếu/quy mô lớn | Trọng tài về đầu tư quốc tế               | 66 đội (2017)         | Frankfurt am Main                   | Có                               | Đại học Miami (2)                                                           |
| Sir Manfred Lachs Space Law Moot                       | 1992 (1993 tổ chức vòng quốc tế)        | Chính yếu/quy mô lớn | Luật về khoảng không vũ trụ               | 74 đội (2017)         | Không cố định                       | Có                               | * Đại học George Washington (3) * Trường luật Quốc gia Đại học Ấn Độ (3)    |
| Oxford Intellectual Property Law                       | 2003                                    | Quốc tế              | Luật sở hữu trí tuệ                       | 66 đội (2018)         | Oxford                              | Nộp bản biện hộ để xét điều kiện | Queensland University of Technology (3)                                     |
| Sarin Air Law                                          | 2010                                    | Quốc tế              | Luật hàng không                           | 41 đội (2018)         | Không cố định                       | Có                               | ?                                                                           |
| Fletcher                                               | 2016                                    | Quốc tế              | Luật quốc tế về vỡ nợ                     | 21 đội (2019)         | Không cố định                       | Nộp bản biện hộ để xét điều kiện | 3 trường đồng hạng                                                          |
| John Jackson WTO                                       | 2002                                    | Quốc tế              | Luật WTO                                  | 99 đội (2018)         | Genève                              | Có                               | Đại học Melbourne (3)                                                       |
| Foreign Direct Investment International Arbitration    | 2008                                    | Quốc tế              | Giải quyết tranh chấp nhà đầu tư-nhà nước |                       | Không cố định                       | Có                               | Đại học Murdoch (2)                                                         |
| Nuremberg                                              | 2014                                    | Quốc tế              | Luật hình sự quốc tế                      | 160 đội (2019)        | Nürnberg                            | Không                            | Đại học Maastricht (2)                                                      |
| LAWASIA                                                | 2005                                    | Khu vực              | Trọng tài thương mại quốc tế (từ 2011)    | 41 đội (2018)         | Không cố định                       | Có                               | Đại học Quản trị Singapore (4)                                              |
| Red Cross (Asia-Pacific) IHL                           | 2003 (2004 tổ chức vòng quốc tế)        | Khu vực              | Luật nhân đạo quốc tế                     | 120 đội (2019)        | Hồng Kông                           | Có                               | Đại học Victoria Wellington (2)                                             |
| WTO/FTA (Asian WTO)                                    | 2010 (2015 tổ chức vòng quốc tế)        | Khu vực              | Luật WTO                                  | 35 đội (2017)         | Seoul                               | Nộp bản biện hộ để xét điều kiện | * Đại học Quốc gia Seoul (1) * Đại học Quản trị Singapore (1)               |
| Pan-Asian Human Rights                                 | 2017                                    | Khu vực              | Luật nhân quyền quốc tế                   | 8 đội (2017)          | Hồng Kông                           | Nộp bản biện hộ để xét điều kiện | Đại học Philippines (1)                                                     |
| Asian Law Students' Association                        | 2008                                    | Khu vực              | Không cố định                             | 44 đội (2018)         | Không cố định                       | Nộp bản biện hộ để xét điều kiện | Đại học Quản trị Singapore (2)                                              |
| ELSA European Human Rights                             | 2012                                    | Khu vực              | Công ước châu Âu về Nhân quyền            |                       | Strasbourg                          | Nộp bản biện hộ để xét điều kiện |                                                                             |
| African Human Rights                                   | 1992                                    | Khu vực              | Quyền con người ở châu Phi                |                       | Châu Phi                            | Không                            | * Đại học Pretoria (5) * Đại học Cocody (5)                                 |
| ELMC                                                   | 1988                                    | Khu vực              | Luật châu Âu                              |                       | Luxembourg                          | Có                               |                                                                             |
| International Maritime Law Arbitration                 | 2000                                    | Nhỏ                  | Luật hàng hải quốc tế                     | 28 đội (2018)         | Không cố định                       | Không                            | Đại học Queensland (8)                                                      |
| International Moot Competition on Maritime Arbitration | 2010                                    | Khu vực              | Luật hàng hải quốc tế                     |                       | Odessa                              | Không                            |                                                                             |
| World Human Rights                                     | 2009                                    | Khu vực              | Luật nhân quyền quốc tế                   |                       | Pretoria                            | Có                               |                                                                             |
| Telders                                                | 1977                                    | Khu vực              | Công pháp quốc tế                         | 30 đội                | Den Haag                            | Có                               |                                                                             |
| Asia Cup                                               | 1999                                    | Khu vực              | Công pháp quốc tế                         | 40 đội (2011)         | Tokyo                               | Nộp bản biện hộ để xét điều kiện | Khoa luật Đại học Quốc gia Singapore (6)                                    |
| Hague Choice of Court Convention                       | 2014                                    | Nhỏ                  | Tư pháp quốc tế                           | 12 đội (2015)         | Không cố định                       | Có                               | Đại học Quản trị Singapore (1)                                              |
| International Law Youth for Peace                      | 2006                                    | Nhỏ                  | Luật nhân đạo quốc tế                     | 35 đội                | Minsk                               | Không                            |                                                                             |
| Private Law                                            | 2014                                    | Nhỏ                  | Tư pháp Úc                                | 17 đội (2018)         | Sydney                              | Không                            | Đại học New South Wales (2)                                                 |
| HSF Competition Law                                    | 2015                                    | Nhỏ                  | Luật cạnh tranh                           | 29 đội (2018)         | Luân Đôn                            | Nộp bản biện hộ để xét điều kiện | * Đại học Hồng Kông (2)                                                     |
| Nelson Mandela Moot                                    | 2009                                    | Nhỏ                  | Luật nhân quyền quốc tế                   | 164 đội (2018)        | Genève                              | Nộp bản biện hộ để xét điều kiện |                                                                             |
| DM Harish                                              | 2000 (2005 cho các đội quốc tế tham dự) | Nhỏ                  | Công pháp quốc tế                         | 40 đội                | Mumbai                              | Không                            |                                                                             |
| Stetson                                                | 1995                                    | Nhỏ                  | Luật môi trường quốc tế                   | 80 đội                | Gulfport                            | Có                               |                                                                             |

### Danh sách các thành tích nhất và nhì ở các cuộc thi chính yếu hoặc quy mô lớn
| Năm  | Jessup                                                        | Vis                                                           | Vis East                                                         | Price                                                     | Frankfurt Investment                                     | International Criminal Court                                            | Space (Lachs)                                          |
| 2019 | Đại học Eötvös Loránd/Đại học Columbia                        | Đại học Bang Pennsylvania/Đại học Ottawa                      | Đại học Amsterdam/Trường Luật Toàn cầu Jindal                    | Đại học Philippines/Đại học Quốc gia Học viện Kyiv-Mohyla | MGIMO/Đại học Viên                                       |                                                                         |                                                        |
| 2018 | Đại học Queensland/Trường luật Quốc gia Đại học Ấn Độ         | Trường Kinh tế Cao cấp/Đại học Cambridge                      | Cao đẳng Luật ILS/Đại học Freiburg                               | Đại học San Carlos/Đại học Quản trị Singapore             | Đại học Quốc gia Singapore/Đại học Ljubljana             | Đại học Quản trị Singapore/Đại học Khoa học Pháp lý Quốc gia Tây Bengal | Đại học Pretoria/Đại học Quốc tế Symbiosis             |
| 2017 | Đại học Sydney/Trường luật Norman Manley                      | Đại học Ottawa/Trường Luật Toàn cầu Jindal                    | Đại học Khoa học Pháp lý Quốc gia Tây Bengal/Đại học Luật Nalsar | Đại học Quản trị Singapore/Đại học Oxford                 | Đại học Quản trị Singapore/Đại học Luật Quốc gia Gujarat | Đại học Leiden/Đại học Quản trị Singapore                               | Trường luật Quốc gia Đại học Ấn Độ/Đại học Mississippi |
| 2016 | Đại học Buenos Aires/Đại học Pennsylvania                     | Đại học Buenos Aires/Đại học Quản trị Singapore               | Đại học Trung văn Hương Cảng/Đại học Quản trị Singapore          | Đại học Quản trị Singapore/Trường Luật Toàn cầu Jindal    | Trường Luật Bucerius/Đại học Quốc gia Singapore          | Đại học Quản trị Singapore/Đại học Köln                                 | Đại học Athens/Đại học Obafemi Awolowo                 |
| 2015 | Đại học Sydney/Đại học Công giáo Giáo hoàng Chi Lê            | Đại học Ottawa/Đại học Quản trị Singapore                     | Đại học Quản trị Singapore/Đại học Arizona                       | Đại học Philippines/Đại học Quản trị Singapore            | Trường Luật Toàn cầu Jindal/Đại học Quản trị Singapore   | Đại học Quản trị Singapore/Đại học Leiden                               | Đại học Mississippi/Đại học Athens                     |
| 2014 | Đại học Queensland/Đại học Quản trị Singapore                 | Đại học Deakin/Trường luật Quốc gia Đại học Ấn Độ             | Đại học Loyola Chicago/Đại học Amsterdam                         | Trường Luật Toàn cầu Jindal/Đại học Oxford                | Đại học Miami–Sciences Po                                | Đại học Luật Quốc gia, Delhi/Đại học Hebrew                             | Đại học Luật Quốc gia, Delhi/Đại học Bang Florida      |
| 2013 | Trường luật Quốc gia Đại học Ấn Độ/Đại học Quản trị Singapore | Đại học Thành phố Hồng Kông/Đại học Monash                    | Đại học Canberra/Đại học Münster                                 | Đại học Luật Quốc gia, Delhi/Đại học Regent               | Đại học Stockholm/Đại học Bắc Kinh                       | Đại học Leiden/Trường Luật Osgoode Hall                                 | Đại học Georgetown/Đại học Leiden                      |
| 2012 | Đại học Quốc gia Moskva/Đại học Columbia                      | Đại học Luật Nalsar/Đại học Cao đẳng Luân Đôn                 | Đại học Thành phố Hồng Kông/Đại học Houston                      | Đại học Luật Nalsar/Đại học Công nghệ Sydney              | Trường luật Norman Manley/Đại học Versailles             | Đại học Thành phố Hồng Kông/Trường Luật Kaplan                          | Trường luật Quốc gia Đại học Ấn Độ/Đại học Athens      |
| 2011 | Đại học Sydney/Đại học Columbia                               | Đại học Ottawa/Đại học Montevideo                             | Đại học Bond/Đại học Thành phố Hồng Kông                         | Trường luật Belgrade/Trường luật Cardozo                  | Đại học Miami/Viện Sau đại học Genève                    | Đại học Bond                                                            | Đại học Bang Florida/Đại học Quốc gia Singapore        |
| 2010 | Đại học Quốc gia Úc/Đại học Columbia                          | Đại học King/Đại học Ottawa                                   | Đại học Freiburg/Đại học Deakin                                  | Đại học Quản trị Singapore/Trường luật Cardozo            | Đại học Georgetown/Đại học George Washington             | Trường Luật Osgoode Hall                                                | Đại học George Washington/Đại học Quốc gia Singapore   |
| 2009 | Đại học Los Andes/Đại học Cao đẳng Luân Đôn                   | Đại học Victoria Wellington/Đại học Pune                      | Trường luật Loyola/Đại học Stetson                               | Trường luật Cardozo/Trường luật BPP                       | Đại học La Trobe/Đại học Thành phố Hồng Kông             | Đại học Bond                                                            | Trường luật Quốc gia Đại học Ấn Độ/Đại học Georgetown  |
| 2008 | Đại học Case Western Reserve/Đại học New South Wales          | Đại học Carlos III Madrid/Trung tâm Luật Touro                | Đại học Griffith                                                 | Đại học Hồi giáo Quốc tế Malaysia/?                       | Đại học Martin Luther/Đại học St. Gallen                 |                                                                         | Đại học New South Wales/Đại học Augsburg               |
| 2007 | Đại học Sydney/Đại học King                                   | Đại học Freiburg/Đại học Zagreb                               | Trường luật Đại học Pepperdine/Đại học Monash                    |                                                           |                                                          | Đại học Pretoria                                                        | Đại học George Washington/Đại học Queensland           |
| 2006 | Đại học Columbia/Đại học Công giáo Andrés Bello               | Queen Mary/Đại học Stetson                                    | Trường luật Loyola/Đại học Deakin                                |                                                           |                                                          |                                                                         | Đại học Auckland/Đại học McGill                        |
| 2005 | Đại học Queensland/Đại học Hồi giáo Quốc tế Malaysia          | Đại học Stetson/Đại học Viên                                  | Đại học Khoa học Pháp lý Quốc gia Tây Bengal/Đại học Houston     |                                                           |                                                          |                                                                         | Đại học George Washington/Đại học Quốc gia Singapore   |
| 2004 | Trường luật Ateneo/Đại học Quốc gia Singapore                 | Trường Luật Osgoode Hall/Đại học Victoria Wellington          | Đại học Thanh Hoa/Đại học Loyola Chicago                         |                                                           |                                                          |                                                                         | Đại học Leiden/Đại học Georgetown                      |
| 2003 | Đại học Tây Úc/Đại học Quốc gia Mari                          | Đại học Khoa học Pháp lý Quốc gia Tây Bengal/Đại học Humboldt |                                                                  |                                                           |                                                          |                                                                         | Đại học Auckland/Đại học Georgetown                    |
| 2002 | Đại học Witwatersrand/Đại học Tây Úc                          | Đại học Quốc gia Singapore/Đại học Queensland                 |                                                                  |                                                           |                                                          |                                                                         | Đại học Georgetown/Đại học New South Wales             |
| 2001 | Đại học Quốc gia Singapore/Đại học Công giáo Andrés Bello     | Đại học Monash/Đại học Köln                                   |                                                                  |                                                           |                                                          |                                                                         | Đại học Quốc gia Singapore/Đại học Bắc Carolina        |
| 2000 | Đại học Melbourne/Đại học Công giáo Andrés Bello              | Đại học Queensland/Trường Luật Loyola                         |                                                                  |                                                           |                                                          |                                                                         | Đại học Paris XI/Đại học Hamline                       |
| 1999 | Trường luật Quốc gia Đại học Ấn Độ/Đại học Pretoria           | Đại học Deakin/Đại học Tulane                                 |                                                                  |                                                           |                                                          |                                                                         | Đại học Vanderbilt/Đại học Paris XI                    |
| 1998 | Đại học Tự trị Quốc gia México/Đại học Quốc gia Úc            | Đại học Münster/Đại học Queensland                            |                                                                  |                                                           |                                                          |                                                                         | Đại học Bắc Carolina/Đại học Helsinki                  |
| 1997 | Đại học Công giáo Andrés Bello/Đại học Calgary                | Đại học Queensland/Đại học Köln                               |                                                                  |                                                           |                                                          |                                                                         | Đại học Paris XI/Đại học Bắc Carolina                  |
| 1996 | Đại học Sydney/Đại học Quốc gia Singapore                     | Đại học Cornell/Đại học Deakin                                |                                                                  |                                                           |                                                          |                                                                         | Đại học Helsinki/Đại học Wyoming                       |
| 1995 | Đại học Philippines/Đại học Tây Úc                            | Đại học Freiburg/Đại học Nottingham                           |                                                                  |                                                           |                                                          |                                                                         | Đại học Bắc Carolina/Đại học Leiden                    |
| 1994 | Đại học Quốc gia Singapore/Đại học Melbourne                  | Đại học Columbia/Đại học Laval                                |                                                                  |                                                           |                                                          |                                                                         | Đại học Marshall/Đại học Helsinki                      |
| 1993 | Đại học Melbourne/Đại học Hawaii                              |                                                               |                                                                  |                                                           |                                                          |                                                                         | Đại học Leiden/Đại học George Washington               |
| 1992 | Đại học Paris I/Đại học Quốc gia Singapore                    |                                                               |                                                                  |                                                           |                                                          |                                                                         |                                                        |
| 1991 | Đại học Saskatchewan/Đại học Georgia                          |                                                               |                                                                  |                                                           |                                                          |                                                                         |                                                        |
| 1990 | Đại học Georgia/Đại học Toronto                               |                                                               |                                                                  |                                                           |                                                          |                                                                         |                                                        |
| 1989 | Đại học British Columbia/Đại học Melbourne                    |                                                               |                                                                  |                                                           |                                                          |                                                                         |                                                        |
| 1988 | Đại học Melbourne/Đại học Quốc gia Singapore                  |                                                               |                                                                  |                                                           |                                                          |                                                                         |                                                        |
| 1987 | Đại học Georgetown/Đại học Công giáo Leuven                   |                                                               |                                                                  |                                                           |                                                          |                                                                         |                                                        |
| 1986 | Cao đẳng Boston/Đại học Quốc gia Singapore                    |                                                               |                                                                  |                                                           |                                                          |                                                                         |                                                        |
| 1985 | Đại học Quốc gia Singapore/Đại học Southwestern               |                                                               |                                                                  |                                                           |                                                          |                                                                         |                                                        |
| 1984 | Đại học Dalhousie/Cao đẳng luật Nam Texas                     |                                                               |                                                                  |                                                           |                                                          |                                                                         |                                                        |
| 1983 | Đại học Kansas/Đại học Quốc gia Singapore                     |                                                               |                                                                  |                                                           |                                                          |                                                                         |                                                        |
| 1982 | Đại học Quốc gia Singapore/Đại học Thái Bình Dương            |                                                               |                                                                  |                                                           |                                                          |                                                                         |                                                        |
| 1981 | Đại học Quốc gia Úc/Đại học Thái Bình Dương                   |                                                               |                                                                  |                                                           |                                                          |                                                                         |                                                        |
| 1980 | Đại học Georgetown/Đại học Quốc gia Singapore                 |                                                               |                                                                  |                                                           |                                                          |                                                                         |                                                        |
| 1979 | Đại học Northwestern/Đại học Adelaide                         |                                                               |                                                                  |                                                           |                                                          |                                                                         |                                                        |
| 1978 | Trường luật Brooklyn/Đại học Toronto                          |                                                               |                                                                  |                                                           |                                                          |                                                                         |                                                        |
| 1977 | Đại học Kansas/Đại học Toronto                                |                                                               |                                                                  |                                                           |                                                          |                                                                         |                                                        |
| 1976 | Đại học Toronto/Đại học Mỹ                                    |                                                               |                                                                  |                                                           |                                                          |                                                                         |                                                        |
| 1975 | Đại học Cambridge/Đại học Georgetown                          |                                                               |                                                                  |                                                           |                                                          |                                                                         |                                                        |
| 1974 | Đại học Texas/Đại học Haile Selassie I                        |                                                               |                                                                  |                                                           |                                                          |                                                                         |                                                        |
| 1973 | Đại học Tây Virginia/Đại học Brunel                           |                                                               |                                                                  |                                                           |                                                          |                                                                         |                                                        |
| 1972 | Đại học Miami/Đại học Haile Selassie I                        |                                                               |                                                                  |                                                           |                                                          |                                                                         |                                                        |
| 1971 | Đại học Texas/Đại học California                              |                                                               |                                                                  |                                                           |                                                          |                                                                         |                                                        |
| 1970 | Đại học Miami/Đại học Kentucky                                |                                                               |                                                                  |                                                           |                                                          |                                                                         |                                                        |
| 1969 | Đại học Rutgers/Đại học Michigan                              |                                                               |                                                                  |                                                           |                                                          |                                                                         |                                                        |
| 1968 | Đại học Duke/Đại học Miami                                    |                                                               |                                                                  |                                                           |                                                          |                                                                         |                                                        |
| 1967 | Đại học Vanderbilt/Trường Luật Harvard                        |                                                               |                                                                  |                                                           |                                                          |                                                                         |                                                        |
| 1966 | Đại học Texas/Đại học Wisconsin                               |                                                               |                                                                  |                                                           |                                                          |                                                                         |                                                        |
| 1965 | Đại học Columbia/Đại học Virginia                             |                                                               |                                                                  |                                                           |                                                          |                                                                         |                                                        |
| 1964 | Đại học Texas/Đại học Pittsburgh                              |                                                               |                                                                  |                                                           |                                                          |                                                                         |                                                        |
| 1963 | Đại học Columbia/Đại học Bắc Carolina                         |                                                               |                                                                  |                                                           |                                                          |                                                                         |                                                        |

### Danh sách thành tích nhất và nhì ở các cuộc thi moot nhỏ/khu vực
| Năm  | LAWASIA                                                                 | IHL Asia-Pacific                                               | Asia Cup                                          | Maritime                                              | IP                                                  | Fletcher                                              | Sarin Air                                                                   | Asian LSA                                                                   |
| 2019 |                                                                         | Đại học Bắc Kinh/Đại học Quản trị Singapore                    |                                                   |                                                       | Đại học City Luân Đôn/Đại học Ottawa                | Đại học Viện Luật Quốc gia/                           | Đại học Quốc gia Singapore/Đại học Leiden                                   |                                                                             |
| 2018 | Đại học Malaya/Đại học Quốc gia Singapore                               | Đại học Luật Quốc gia Gujarat/Đại học New South Wales          | Đại học Quốc gia Singapore/Đại học Malaya         | Đại học Queensland/Đại học Hồng Kông                  | Đại học New South Wales/Đại học Cambridge           | Đại học British Columbia/Đại học Queensland           | Đại học Luật Quốc gia Rajiv Gandhi/Đại học Quản trị Singapore               | Đại học Quốc gia Singapore/Đại học Quốc gia Singapore                       |
| 2017 | Đại học Quản trị Singapore/Đại học Công nghệ MARA                       | Đại học Bond/Đại học Hồng Kông                                 | Đại học Quốc gia Singapore/Đại học Thammasat      | Đại học Quốc gia Singapore/Đại học Queensland         | Trường Luật Bucerius/Đại học Toronto                | Đại học Quản trị Singapore/Đại học Quốc gia Singapore | Đại học Quốc gia Singapore/Đại học Khoa học Pháp lý Quốc gia Tây Bengal     | Đại học Quản trị Singapore/Đại học Luật Quốc gia Tiến sĩ Ram Manohar Lohiya |
| 2016 | Đại học Quản trị Singapore/Đại học Khoa học Pháp lý Quốc gia Tây Bengal | Đại học Công nghệ Queensland/Đại học Quản trị Singapore        | Đại học Quốc gia Singapore/Trường Luật Ateneo     | Đại học Sydney/Đại học Quản trị Singapore             | Đại học Ottawa/Trường Luật Quốc gia Đại học Ấn Độ   |                                                       | Đại học Luật Quốc gia Tiến sĩ Ram Manohar Lohiya/Đại học Quốc gia Singapore | Đại học Indonesia/Đại học Quốc gia Singapore                                |
| 2015 | Cao đẳng Cấp ba Cao cấp/Đại học Luật Quốc gia, Jodhpur                  | Đại học Victoria Wellington/Đại học Hồng Kông                  | Đại học Malaya/Đại học Quản trị Singapore         | Đại học Quốc gia Singapore/Đại học Hồng Kông          | Trường Luật Quốc gia Đại học Ấn Độ/Đại học Monash   |                                                       | Đại học Queensland/Trường Luật Quốc gia Đại học Ấn Độ                       | Đại học Indonesia/Đại học Luật Quốc gia Hidayatullah                        |
| 2014 | Đại học Quản trị Singapore/Đại học Trung văn Hương Cảng                 | Đại học Adelaide/Đại học Luật Quốc gia, Jodhpur                | Đại học Quản trị Singapore/Đại học Padjadjaran    | Đại học Indonesia/Đại học Maastricht                  | Đại học Hồng Kông/Đại học Toronto                   |                                                       | Đại học Leiden/                                                             | Đại học Quản trị Singapore/Đại học Trung văn Hương Cảng                     |
| 2013 | Đại học Quản trị Singapore/Đại học Taylor                               | Đại học Luật Quốc gia, Delhi/Đại học Quốc gia Úc               | Trường Luật Ateneo/Đại học Quản trị Singapore     | Đại học Queensland/Đại học Quốc gia Singapore         | Đại học Ottawa/Đại học Luật Quốc gia, Delhi         |                                                       |                                                                             |                                                                             |
| 2012 | Đại học Trung văn Hương Cảng/Đại học Quản trị Singapore                 | Đại học Hồng Kông/Đại học Melbourne                            | Trường Luật Ateneo/Đại học Quản trị Singapore     | Đại học Queensland/Đại học Công nghệ Queensland       | Đại học Công nghệ Queensland/Đại học Oxford         |                                                       |                                                                             |                                                                             |
| 2011 | Cao đẳng Cấp ba Cao cấp/Đại học Quản trị Singapore                      | Đại học Victoria Wellington/Đại học Luật Quốc gia Hidayatullah | Đại học Quản trị Singapore/Trường Luật Ateneo     | Đại học Murdoch/Đại học Southampton                   | Trường Kinh tế Luân Đôn/Đại học Hồng Kông           |                                                       | Đại học McGill/                                                             |                                                                             |
| 2010 | Đại học Luật Quốc gia, Delhi/Cao đẳng Cấp ba Cao cấp                    | Đại học Hồng Kông/Đại học Bắc Malaysia                         | Đại học Quản trị Singapore/Đại học Pelita Harapan | Đại học Quốc gia Singapore/Đại học Murdoch            | Đại học Boston/Đại học Công nghệ Queensland         |                                                       | Đại học Leiden/Đại học McGill                                               |                                                                             |
| 2009 | Cao đẳng Cấp ba Cao cấp/Đại học Quản trị Singapore                      | Đại học Indonesia/Đại học Luật Quốc gia Gujarat                | Đại học Philippines/Trường Luật Kathmandu         | Đại học Queensland/Đại học Indonesia                  | Đại học Công nghệ Queensland/Đại học Edinburgh      |                                                       |                                                                             | Đại học Bắc Kinh/Đại học Quản trị Singapore                                 |
| 2008 | Đại học Hồng Kông/Đại học Philippines                                   | Đại học Quốc gia Singapore/Đại học Truyền thông đa phương tiện | Trường Luật Ateneo/Đại học Hồng Kông              | Đại học Queensland/Đại học Notre Dame Úc              | Đại học Quốc gia Singapore/Đại học British Columbia |                                                       |                                                                             |                                                                             |
| 2007 | Đại học Hồng Kông/Đại học Taylor                                        | Đại học Sydney/Đại học Hồng Kông                               | Đại học Philippines/Đại học Chulalongkorn         | Đại học Indonesia/Đại học Victoria                    | Đại học Công nghệ Queensland/Đại học George Mason   |                                                       |                                                                             |                                                                             |
| 2006 |                                                                         | Đại học Queensland/Đại học Hồng Kông                           | Đại học Indonesia/Đại học Malaya                  | Đại học Công nghệ Queensland/Đại học Southampton      | Đại học Quốc gia Singapore/Đại học Oxford           |                                                       |                                                                             |                                                                             |
| 2005 | Đại học Hồng Kông/Đại học Tây Úc                                        | Đại học Philippines/Đại học Philippines                        | Đại học Quốc gia Singapore/Đại học Indonesia      | Đại học Queensland/Đại học Hồng Kông                  | Đại học Birmingham/Đại học Sheffield                |                                                       |                                                                             |                                                                             |
| 2004 |                                                                         | Đại học Quốc gia Singapore/Đại học Hồng Kông                   | Đại học Quốc gia Singapore/Đại học Indonesia      | Đại học Công nghệ Sydney/Đại học Quốc gia Singapore   | Đại học Cao đẳng Dublin/Đại học Cambridge           |                                                       |                                                                             |                                                                             |
| 2003 |                                                                         |                                                                | Đại học Philippines                               | Đại học Queensland/Trường Luật Quốc gia Đại học Ấn Độ | Đại học King/Đại học Westminster                    |                                                       |                                                                             |                                                                             |
| 2002 |                                                                         |                                                                | Trường Luật Ateneo                                | Đại học Queensland/Đại học Hồng Kông                  |                                                     |                                                       |                                                                             |                                                                             |
| 2001 |                                                                         |                                                                | Đại học Quốc gia Singapore                        | Đại học Quốc gia Singapore/Đại học Công nghệ Sydney   |                                                     |                                                       |                                                                             |                                                                             |
| 2000 |                                                                         |                                                                | Đại học Philippines                               | Đại học Quốc gia Singapore                            |                                                     |                                                       |                                                                             |                                                                             |
| 1999 |                                                                         |                                                                | Trường Luật Ateneo                                |                                                       |                                                     |                                                       |                                                                             |                                                                             |

### Kỷ lục

#### Số lần vô địch quốc tế nhiều nhất trong một mùa
- 5: Đại học Quản trị Singapore, 2014/15 (Asia Cup, Hague Convention, LawAsia, Vis East, ICC)[40][41][42]
- 5: Đại học Quản trị Singapore, 2016/17 (Fletcher, Frankfurt, LawAsia, Price, Asian LSA)[41][42]
- 4: Đại học Quốc gia Singapore, 2000/01 (Asia Cup, Lachs, Maritime, Jessup)
- 4: Đại học Quốc gia Singapore, 2016/17 (Asia Cup, Air Law, Maritime, Private Law)[41]
- 3: Đại học Quản trị Singapore, 2015/16 (Price, ICC, WTO/FTA)[41][43]
- 3: Đại học Leiden, 2012/13 (ICC, ELMC, Telders)
- 3: Đại học Quốc gia Singapore, 2014/15 (DM Harish, Jean Pictet, Maritime)

#### Số lần vào chung kết quốc tế nhiều nhất trong một mùa
- 9: Đại học Quản trị Singapore, 2015/16 (WTO/FTA, Private Law, Maritime, Asia Cup, Vis East, Vis, Price, IHL, ICC)[41][42][43]
- 8: Đại học Quản trị Singapore, 2014/15 (Hague Convention, Asia Cup, LawAsia, Vis East, Vis, Frankfurt, Price, ICC)[40][41][42]
- 6: Đại học Quản trị Singapore, 2016/17 (LawAsia, Fletcher, Frankfurt, Price, ICC, Asian LSA)[41]
- 6: Đại học Quốc gia Singapore, 2016/17 (Asia Cup, Air Law, Maritime, Pan Asian Human Rights, Private Law, HSF Competition Law)[41]

#### Số lần vô địch các cuộc thi moot quốc tế chính yếu hoặc quy mô lớn nhiều nhất trong một mùa
- 2: Đại học Buenos Aires, 2015/16 (Jessup, Vis)
- 2: Đại học Quốc gia Singapore, 2000/01 (Jessup, Lachs)
- 2: Đại học Quản trị Singapore, 2014/15 (ICC, Vis East)
- 2: Đại học Quản trị Singapore, 2015/16 (ICC, Price)
- 2: Đại học Quản trị Singapore, 2017/18 (Frankfurt, Price)
- 2: Đại học Luật Quốc gia, Delhi, 2013/14 (ICC, Lachs)

#### Số lần vào chung kết các cuộc thi moot quốc tế chính yếu hoặc quy mô lớn nhiều nhất trong một mùa
- 5: Đại học Quản trị Singapore, 2014/15 (Frankfurt, ICC, Price, Vis East, Vis)[42]
- 4: Đại học Quản trị Singapore, 2015/16 (ICC, Price, Vis East, Vis)
- 3: Đại học Quản trị Singapore, 2016/17 (Frankfurt, ICC, Price)

#### Các đội đã bảo vệ thành công một chức vô địch ở các cuộc thi moot quốc tế chính yếu hoặc quy mô lớn
- Đại học Quản trị Singapore, 2014/15 and 2015/16 (ICC)[41][43]
- Đại học Quản trị Singapore, 2015/16 and 2016/17 (Price)[41][44]

### Các thí sinh là quán quân nhiều cuộc thi moot quốc tế

#### Ít nhất là hai cuộc thi moot chính yếu hoặc quy mô lớn
- Jason Chan, Đại học Quốc gia Singapore: Jessup'2001; Asia Cup'2001; Vis'2002[42][45]
- Tracy Gani, Đại học Quản trị Singapore: Price'2017; ICC'2018 (đồng thời vào chung kết IHL'2016)[42][46]
- Saw Teng Sheng, Đại học Quản trị Singapore: ICC'2016; Price'2017[42]

#### Ít nhất là một cuộc thi moot chính yếu hoặc quy mô lớn
- Lucas Bastin, Đại học Sydney: WTO'2006; IHL'2007; Jessup'2007[47]
- Mark Lawrence Badayos, Đại học San Carlos: Stetson'2016; Price'2018
- Emily Chalk, Đại học Queensland: Maritime'2013; Jessup'2014
- Bethel Chan, Đại học Quản trị Singapore: Asia Cup'2014; Vis East'2015 (đồng thời vào chung kết Vis'2015 và vô địch Essex-SAL'2017)
- Chang Zi Qian, Đại học Quản trị Singapore: Price'2010; Youth for Peace'2011
- Foo Shi Hao, Đại học Quản trị Singapore: LawAsia'2013; ICC'2015
- Eden Li, Đại học Quản trị Singapore: Asia Cup'2014; Vis East'2015 (đồng thời vào chung kết Vis'2015 và Essex-SAL'2017)
- Odette Murray, Đại học Sydney: IHL'2007; Jessup'2007
- Nicolette Oon, Đại học Quản trị Singapore: Asia Cup'2014; Vis East'2015 (đồng thời vào chung kết Vis'2015)
- Dhruv Sharma, Đại học Luật Quốc gia, Delhi: IHL'2013; ICC'2014
- Eric Shi, Đại học Sydney: Maritime'2016; Jessup'2017
- Grace Sim, Đại học Quản trị Singapore: LawAsia'2014; Vis East'2015 (đồng thời vào chung kết Vis'2015)
- Kabir Singh, Đại học Quốc gia Singapore: Jessup'2001; Asia Cup'2001
- Jerald Soon, Đại học Quản trị Singapore: Asia Cup'2014; Vis East'2015 (đồng thời vào chung kết Vis'2015)
- Harry Stratton, Đại học Sydney: Maritime'2016; Jessup'2017
- Tan Jun Hong, Đại học Quản trị Singapore: Asian LSA'2014; Asia Cup'2014; Vis East'2015 (đồng thời vào chung kết Vis'2015, Essex-SAL'2017, và vô địch CIArb/New South Wales Young Lawyers Moot'2018)
- Tess Tan, Đại học San Carlos: Stetson'2016; Price'2018
- Nanthini Vijayakumar, Đại học Quản trị Singapore: LawAsia'2013; WTO/FTA'2015 (đồng thời vào chung kết Moot Shanghai'2014)
- Samuel Yap, Đại học Quản trị Singapore: LawAsia'2013; ICC'2015

Chỉ các cuộc thi moot nhỏ/khu vực
- Jeremiah Lau, Đại học Quốc gia Singapore: DM Harish'2015; HSF Competition Law'2015[48]
- Muz Omar, Đại học Quản trị Singapore: Asian LSA'2014; LawAsia'2014
- Ong Chee Yeow, Đại học Quốc gia Singapore: Asia Cup '2016, IASLA Space '2016[48]
- Ephraim Tan, Đại học Quốc gia Singapore: Asia Cup '2016; IASLA Space '2016[48]